# 대한민국 민법 제252조
대한민국 민법 제249조는 무주물의 귀속에 대한 민법 물권법 조문이다.

## 조문
제252조(무주물의 귀속) ① 무주의 동산을 소유의 의사로 점유한 자는 그 소유권을 취득한다.
②무주의 부동산은 국유로 한다.
③야생하는 동물은 무주물로 하고 사양하는 야생동물도 다시 야생상태로 돌아가면 무주물로 한다.

第252條(無主物의 歸屬) ① 無主의 動産을 所有의 意思로 占有한 者는 그 所有權을 取得한다.
②無主의 不動産은 國有로 한다.
③野生하는 動物은 無主物로 하고 飼養하는 野生動物도 다시 野生狀態로 돌아가면 無主物로 한다.

## 해설
주인이 없는 동산을 소유의 의사로 점유한 자(무주물선점자)는 그 소유권을 취득하며 주인이 없는 부동산은 국가 소유로 한다. 특별히 야생하는 동물은 주인 없는 물건으로 간주하며, 사람이 기르던 야생동물도 다시 야생으로 돌아가면 무주물로 취급한다.

## 같이 보기
- 국가귀속
- 야생동물
- 원시취득